# Georg von Vincke

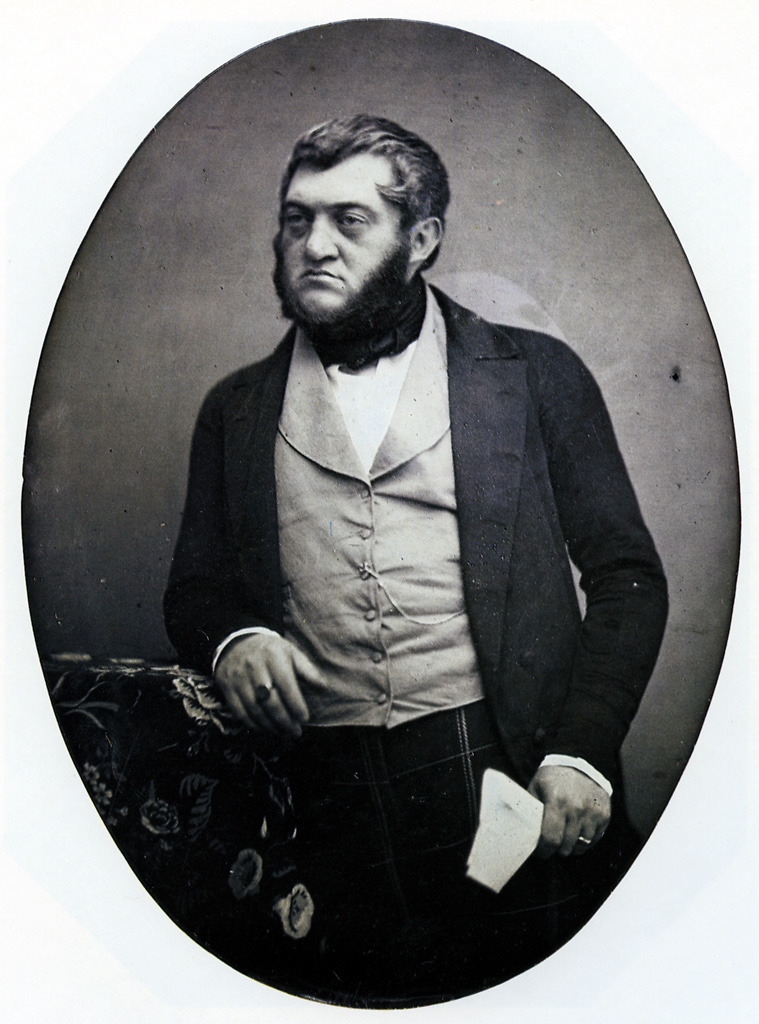
Georg von Vincke (1848)

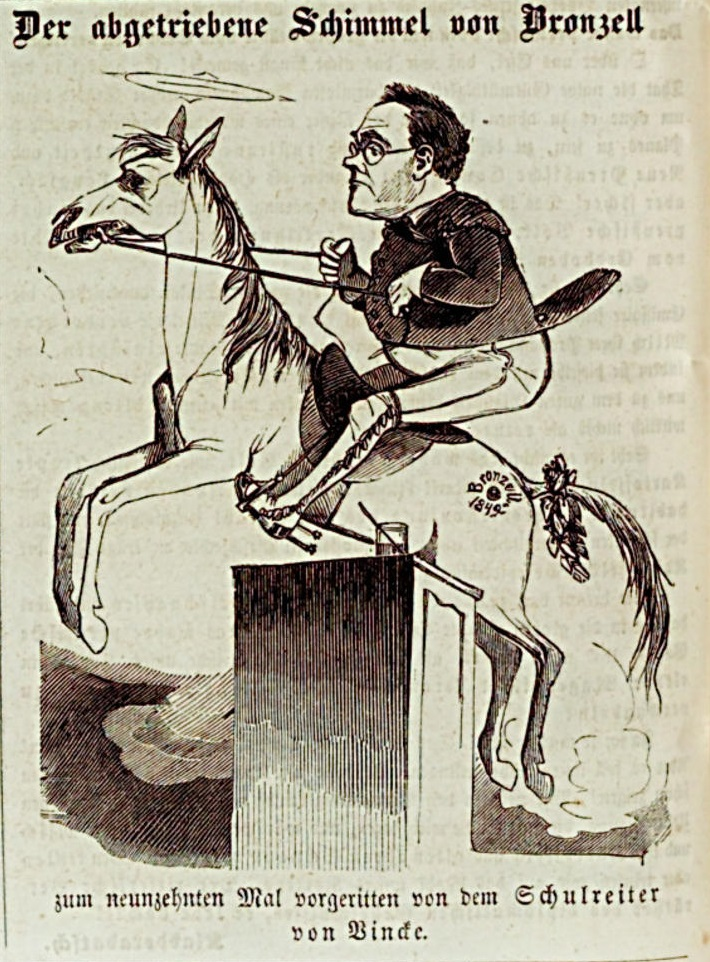
Georg von Vincke als „Reiter von Bronzell“ (Kladderadatsch Nr. 13, 28. März 1852)

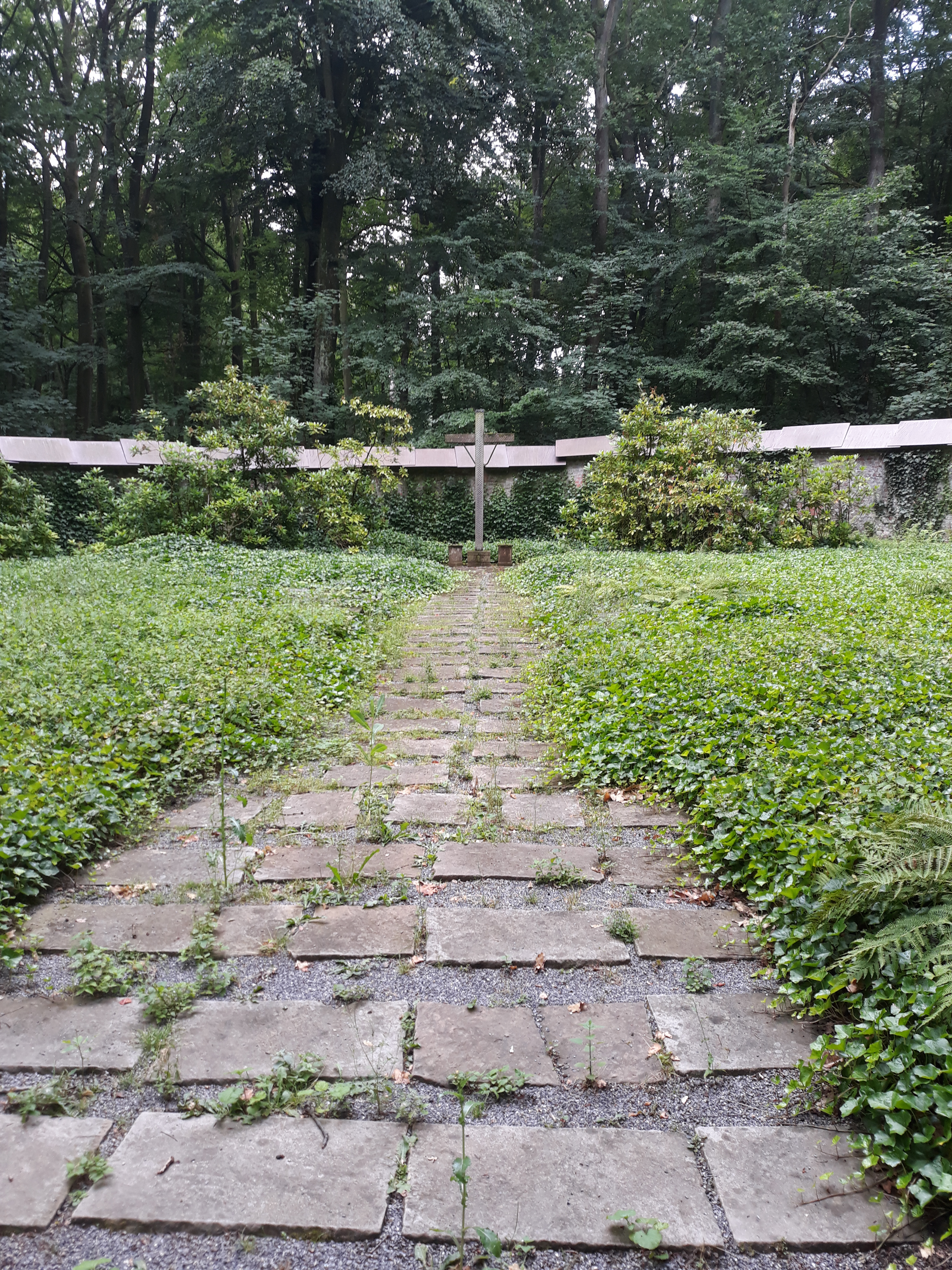
Grab in der Familiengruft, Hagen.

Georg Freiherr von Vincke (* 15. Mai 1811 in Haus Busch (Hagen); † 3. Juni 1875 in Bad Oeynhausen) war ein deutscher Parlamentarier, Verwaltungsjurist und Rittergutsbesitzer in der Provinz Westfalen.

## Leben
Georg von Vinckes Eltern waren Ludwig von Vincke (1774–1844) und Eleonore Wilhelmine Luise Friederike von Syberg zum Busch (1788–1826). Er studierte von 1828 bis 1832 Rechtswissenschaft an der Friedrich-Wilhelms-Universität Berlin und der Georg-August-Universität Göttingen. In Göttingen wurde er 1828 Mitglied des Corps Guestphalia. Nachdem er als Einjährig-Freiwilliger gedient hatte, war er an Gerichten in Berlin, Minden und Münster tätig. 1832 wurde er auch Mitglied des Corps Vandalia Rostock. Er wurde 1833 wegen eines Duells zu Festungshaft verurteilt, konnte jedoch parallel zur Strafverbüßung am Mindener Stadtgericht arbeiten. Von 1837 bis 1848 war er Landrat des Kreises Hagen. Zugleich bewirtschaftete er das eigene Gut Busch.
1843 wurde er Abgeordneter im Westfälischen Provinziallandtag, 1847 im Vereinigten Landtag war er als einer der führenden rheinisch-westfälischen Liberalen bekannt geworden. Am 31. August 1848 heiratete er in Wolfsburg Helene Sophie Bertha von der Schulenburg-Wolfsburg (* 31. Juli 1827, † 18. August 1905 in Braunschweig), eine Tochter des Politikers Werner von der Schulenburg-Wolfsburg. Vom 20. Mai 1848 bis zum 24. Mai 1849 war er Abgeordneter für den 13. westfälischen Wahlkreis in der Frankfurter Nationalversammlung. Dort zählte er zu den Wortführern des Café Milani, der konservativen und großdeutschen Fraktion. Er war Mitglied mehrerer Ausschüsse.
Zur Zeit der Deutschen Revolution 1848/49 saß er in der Gothaer Versammlung und im Erfurter Unionsparlament. 1849 wurde er Abgeordneter in Preußens Zweiter Kammer. In Berlin nahm Vincke eine Schlüsselposition als Verbindungsmann zwischen der Frankfurter Nationalversammlung und dem preußischen Parlament ein. Er gehörte zunächst zur konservativen Fraktion, wechselte aber 1852 zur Linken. Er zählte zu den wesentlichen Gegenspielern Otto Theodor von Manteuffels. Am 25. März 1852 kam es zum Duell Vincke–Bismarck, bei dem jedoch beide Kontrahenten unverletzt blieben. Ab 1859 war er Wortführer der gemäßigten Liberalen, die nach seiner Person auch als Partei Vincke und später als Altliberale bezeichnet wurden. Vincke unterstützte die Politik der Neuen Ära und geriet nach ihrem Ende in Konflikt mit der konservativen Politik Otto von Bismarcks. Von Februar bis August 1867 saß Vincke im Konstituierenden Reichstag des Norddeutschen Bundes. 
Georg von Vincke starb mit 64 Jahren und fand in Hagen-Helfe, in der Nähe von Haus Busch, in einem heute denkmalgeschützten Erbbegräbnis von Haus Busch im Buschbachwald, seine letzte Ruhe.